# Diane Nash
Pour les articles homonymes, voir Nash.
Diane Judith Nash (née le 15 mai 1938 à Chicago) est une militante pacifiste ainsi qu'une des leaders et stratèges des mouvements étudiants pour les droits civiques des Noirs aux États-Unis.
L'historien David Halberstam l'a décrite comme «… une femme brillante, déterminée, sans peur, avec un instinct infaillible pour choisir la meilleure option tactique à chaque étape d'une crise. En tant que leader, ses intuitions ont toujours été les bonnes et elle faisait partie de ces personnes qui incitaient ceux autour d'elle à donner le meilleur d'eux-mêmes ou à quitter l'organisation ».
Ses campagnes pour les droits civiques ont été parmi celles qui ont le mieux fonctionné à son époque. Parmi ses réussites, on compte notamment les premiers Sit-ins de Nashville, le mouvement des Freedom riders, qui a permis la déségrégation des bus inter-états ou encore la co-création du Student Nonviolent Coordinating Committee, (SNCC). Elle a aussi été à l'initiative du  Alabama Voting Rights Project, (en français « le projet de vote en Alabama ») et a participé aux Marches de Selma à Montgomery qui ont permis aux Afro-Américains d'obtenir le droit de vote et un véritable pouvoir politique dans les États du Sud.
Diane Nash a toujours accordé beaucoup d'importance aux actions pacifistes et à l'éradication des discriminations contre les femmes dans le monde entier. Au cours d'interviews récentes, elle a expliqué que les nations devraient chercher des moyens non-violents pour résoudre les conflits. Lors d'un entretien avec Theresa Anderson, elle a ajouté qu' « il faut aborder la question de la violence. Je crois que le mouvement pour les droits civiques nous a montré comment résoudre des conflits. C'est incroyable que lorsque deux pays ont un problème l'un avec l'autre, ils se disent « On a qu'à les faire exploser, les tuer, les combattre ». Si on a un problème avec un autre pays, j'aimerais que l'on ait du respect pour lui plutôt que le réflexe de déclencher une guerre. Écoutons-le, prenons en considération notre côté des choses et essayons de voir ce qui paraît logique et raisonnable. Regardons ce qui est dans l'intérêt de tout le monde et voyons s'il est possible de négocier pour trouver des solutions, des solutions sensées ».

## Jeunesse
Diane Nash naît et grandit dans la ville de Chicago. Elle est la fille de Leon Nash et Dorothy Bolton Nash. Son père a servi pendant la Seconde Guerre mondiale. Sa mère a été opératrice radio pendant la guerre et Nash a donc été élevée par sa grand-mère, Carrie Bolton, une femme cultivée, réputée pour son raffinement et ses bonnes manières.

Après la guerre, ses parents se séparent et Dorothy Bolton se remarie avec John Baker, un serveur dans les voitures-restaurants de la société américaine de chemin de fer Pullman Company. Baker était un membre de la Brotherhood of Sleeping Car Porters, (en français « Syndicat pour les employés de wagon-lits »), l'un des syndicats noirs les plus puissants à l'époque aux États-Unis. Sa mère n'avait donc plus besoin de travailler, mais sa grand-mère continua d'influencer Nash tout au long de sa vie.

## Éducation
Durant son enfance, Diane Nash fréquente plusieurs écoles catholiques et envisage même de devenir bonne sœur. Elle arrive aussi deuxième d'un concours de beauté régional, qui permet d'accéder au concours de Miss Illinois.
Après être sortie diplômée du lycée d’Hyde Park (en), dans la ville de Chicago, elle part à Washington pour y suivre des cours à l'université Howard. Après une année, elle décide de changer d'université et s'inscrit à l'université Fisk, située à Nashville, dans l'État du Tennessee. C'est à Nashville, qu'elle est confrontée pour la première fois à la violence des Lois Jim Crow et ses conséquences sur la vie des Noirs américains.
En effet, durant sa jeunesse, ses parents l'ont protégée des atrocités du monde. Cela la dégoutait que certaines personnes dans le monde puissent considérer la ségrégation comme acceptable. Elle a toujours refusé de penser comme cela et n'a jamais accepté que qui que ce soit lui fasse sentir qu'elle était inférieure aux Blancs du Sud des États-Unis. Elle commence ainsi à faire preuve de leadership et devient une militante à plein temps.
Les membres de sa famille sont surpris lorsqu'elle décide de rejoindre le mouvement des droits civiques. Sa grand-mère lui dit même « Diane, tu as de mauvaises fréquentations ». Elle ne savait pas que sa petite-fille était la présidente qui organisait des manifestations non-violentes au sein de son université. Sa famille était consciente des enjeux politiques et civiques aux États-Unis, mais n'était pas familière avec la question des droits civiques. Diane Nash expliquera plus tard qu'il aura fallu du temps à sa famille pour accepter l'idée qu'elle était l'une des figures clés du mouvement des droits civiques. Une fois le soutien de sa famille obtenu, sa mère commence à utiliser ses compétences lors de collectes de fonds qui servent aux étudiants qui participent aux Freedom rides. Lors d'une interview accordée à la chaine américaine PBS Tavis Smiley (en), elle explique : « Ma mère a fini par participer à des collectes de fonds à Chicago, pour collecter de l'argent qui était envoyé aux étudiants dans le sud du pays et au fil des années, un jour, elle s'est même rendue sur une plateforme de métro aérienne à six heures du matin pour distribuer des flyers contre la guerre. » Sans la détermination de sa fille, qui lui a permis de participer à ce mouvement social, il est fort probable que Mme Nash n'aurait pas joué ce rôle d'elle-même. Lors de cette même interview, Diane Nash confirme cette relation sociale. « Smiley : Sa propre fille l'a donc encouragée et lui a donné un certain pouvoir au sein de cette organisation. Nash : Oui Smiley : C'est fort. Nash : Oui, c'est vrai.

## Mouvement des étudiants de Nashville
Après avoir été témoin de violentes manifestations de discrimination, Diane Nash décide de chercher un moyen de s'exprimer contre la ségrégation. Elle commence à assister à des ateliers de désobéissance civile non-violentes menés par le révérend James Lawson.
Lawson avait étudié les techniques d'actions directes non-violentes et la résistance passive de Mohandas Karamchand Gandhi, lors d'un voyage en Inde. À la fin de son premier semestre à l'Université Fisk, elle est devenue l'une des étudiantes les plus dévouées de Lawson. Bien qu'étant d'abord réticente à l'idée de participer à des mouvements non-violents, elle finit par en devenir l'une des meneuses grâce à son éloquence et son calme lorsqu'elle s'adresse aux autorités et aux journalistes. En 1960, à l'âge de 22 ans, elle est à la tête des Sit-ins de Nashville, qui durent de février à mai. Contrairement à d'autres mouvements menés par des personnes plus âgées, ce mouvement-ci était principalement mené et constitué d'étudiants et de jeunes adultes.
Les étudiants s'asseyaient à des comptoirs dans des lieux où la ségrégation était en vigueur et acceptaient d'être arrêtés puisque cela était conforme aux principes de non-violence. Aux côtés de John Lewis, Nash conduit les manifestants à refuser de payer leur caution. En février 1961, elle passe plusieurs mois en prison par solidarité avec les Rock Hill Nine (en) (en français « les neuf de Rock Hill »), neuf étudiants emprisonnés après avoir participé à un sit-in. Ils sont tous condamnés à payer une amende de cinquante dollars pour s'être assis à un comptoir réservé aux Blancs. Nash est alors choisie pour représenter ses camarades manifestants lorsqu'elle dit au juge : « Nous avons le sentiment que si nous payons ces amendes, nous participons et nous soutenons les pratiques injustes et immorales dont les prévenus ont été jugés coupables lorsqu'ils ont été arrêtés et condamnés. ».
Lorsqu’elle provoque le maire de Nashville, Ben West, sur les marches de la mairie, en lui demandant : « Pensez-vous que cela soit juste qu'une personne soit victime de discrimination à cause de son ethnie ou de sa couleur de peau ? » Le maire lui répond que cela est en effet injuste. Trois semaines après, les comptoirs des restaurants de Nashville servent des personnes de couleur noire, ce qui conduit à la déségrégation des comptoirs de toute la ville. En repensant à cet évènement, Nash confie : « J'ai beaucoup de respect pour la manière dont il m'a répondu. Il n'avait pas à me répondre comme il l'a fait. Il m'a expliqué qu'il avait le sentiment que c'était injuste que les citoyens de Nashville soient victimes de discrimination aux comptoirs des restaurants seulement à cause de la couleur de leur peau. Ça a été un tournant. Ce jour a été très important. » Alors qu'elle participe à un sit-in à Nashville, elle fait la connaissance d'un autre manifestant, James Bevel, qu'elle épousera plus tard. Ensemble, ils auront deux enfants, un garçon et une fille. Ils se sépareront après sept années de mariage.
En août 1961, elle participe à un piquet de grève, pour protester contre le refus d'un supermarché local d'employer des personnes de couleur noire. Lorsque de jeunes Blancs des environs commencent à leur jeter des œufs et à frapper plusieurs participants, la police est obligée d'intervenir. Ils arrêtent quinze personnes, dont seulement cinq sont les coupables blancs. À l'exception d'un, tous les participants noirs sont emprisonnés, mais acceptent de payer la caution de cinq dollars et sont ainsi libérés. Cependant, Diane Nash refuse. La jeune militante de 21 ans avait insisté pour être arrêtée aux côtés des autres manifestants noirs, mais une fois en prison, elle refusa de payer la caution.

## SNCC et SCLC
En avril 1960,Diane Nash participe à la création du Student Nonviolent Coordinating Committee, (SNCC). Elle quitte alors l'université pour être à la tête de la branche d'action directe de l'organisation . Au début de l'année 1961, elle est arrêtée aux côtés de dix autres étudiants à Rock Hill, en Caroline du Sud pour avoir manifesté contre la ségrégation. Une fois en prison, ils n'acceptent pas d'être libérés sous caution. Ces évènements tragiques commencent à mettre en lumière la lutte pour l'égalité raciale qui émerge lentement aux États-Unis. Ils mettent aussi en avant le principe du "jail, no bail" (en français « prison, mais pas de caution »), utilisé par de nombreux autres militants au fur et à mesure que la lutte pour les droits civiques s'intensifie.
D'abord effrayée à l'idée d'être emprisonnée, Diane Nash est arrêtée à une douzaine de reprises pour son rôle dans la lutte civique. Elle passe 30 jours dans une prison de Caroline du Sud, après avoir protesté contre la ségrégation à Rock Hill, en février 1961. En 1962, bien qu'enceinte de quatre mois de sa fille Sherri, elle est condamnée à deux ans de prison pour avoir entrainé des mineurs dans la délinquance, en les encourageant à participer aux Freedom Rides et à monter dans les bus. Malgré sa grossesse, elle est prête à purger sa peine, même si cela veut dire que sa fille pourrait naître en prison. « Je crois que si je vais en prison maintenant, écrit-elle dans une lettre ouverte, le jour où ma fille et tous les enfants seront libres arrivera plus vite. Et ils seront libres tout au long de leur vie, pas seulement le jour de leur naissance. » Elle passe dix jours dans une prison à Jackson, dans l'État du Mississippi, « où elle passe son temps à laver sa seule paire de vêtements dans l'évier durant la journée et à écouter les cafards se déplacer doucement au-dessus de sa tête durant la nuit ».

## Freedom Riders
« Nous ne nous arrêterons pas. Il n'y a qu'une seule issue. » affirme-t-elle, en référence aux Freedom Rides organisées par le Congress of Racial Equality, (CORE), en 1961, qui sont annulées par ses organisateurs à cause de violences qui y ont éclaté. Les Freedom Rides deviennent un mouvement puissant et influant. Quand Diane Nash et d'autres de ses camarades découvrent que les participants aux Freedom Rides ont décidé d'écourter leur voyage à Birmingham, les étudiants de Nashville, Diane Nash en tête, décident rapidement de tout de même finir le voyage. Le CORE de la Nouvelle-Orléans, les étudiants de Nashville, ainsi que Nash sont déterminés, prêts et pleins de volonté. « Pour moi, il était évident que si nous autorisions les Freedom Rides à s'arrêter à ce moment-là, alors qu’autant de violences avaient été infligées, on aurait envoyé le message que tout ce que vous aviez à faire pour arrêter une campagne non violente c'était de faire une démonstration de violence » explique-t-elle. Par la suite, elle prend les choses en main. Elle assure la coordination depuis Nashville et mène les Freedom Rides de Birmingham, en Alabama jusqu'à Jackson, dans le Mississippi, où le secrétaire général du CORE, Tom Gaither, a coordonné un programme massif sur le terrain.
Les voyages en bus ont été conçus par le CORE, mais après de violentes attaques, le directeur général James L. Farmer, Jr., un ancien membre des premières Freedom Rides de 1949, hésite à continuer. Diane Nash discute avec les étudiants, notamment ceux membres du Nashville Student Movement (en français « mouvement étudiant de Nashville ») et soutient « qu'on ne peut pas les laisser nous arrêter à cause de la violence. Si nous le faisons, le mouvement est mort ». Elle n'est alors qu'une étudiante à l'Université Fisk, sur le point d'être mise sur le devant de la scène, à la fois en tant que leader et en tant que femme très puissante. Plus tôt, elle a téléphoné à John Seigenthaler, qui a essayé de la convaincre que sa volonté de continuer les Freedom Rides pourrait conduire à des actes de violence et la mort de certains. Elle n'hésite pas à lui répondre simplement : « Nous savons que quelqu'un mourra, mais nous ne pouvons pas laisser la violence gagner contre la non-violence. » Elle explique à M. Seigenthaler, que les autres étudiants et elle-même ont déjà fait part de leurs dernières volontés et rédigé leur testament. John Lewis, qui revenait tout juste d'une manifestation est d'accord, tout comme les autres étudiants et un contingent de manifestants de la Nouvelle-Orléans, venus pour continuer les Freedom Rides. Ils continuent leur action jusqu'à ce qu'elle prenne fin avec succès. Sans elle et les membres du CORE de la Nouvelle-Orléans, ceux du Nashville Student Movement, ainsi que les manifestants supplémentaires envoyés par le SNCC pour remplir les sièges vides dans les bus, les Freedom Rides auraient pris fin en Alabama.
Lorsqu’elle amène un groupe d'étudiants de Birmingham pour continuer le mouvement, elle téléphone à Fred Shuttlesworth, un militant de Birmingham pour l'en informer. Il lui répond de manière sévère : « Jeune fille, vous êtes consciente que certains participants ont presque été tués ? » Elle lui assure qu'elle le sait bien et que cela ne l'empêchera pas de continuer. Après avoir récupéré la liste finale des participants, elle appelle Shuttlesworth. Ils savaient tous les deux que leur ligne téléphonique était sur écoute, ils avaient donc mis en place un système de message codé basé sur le vocabulaire de la volaille. Par exemple, « coq » était le mot choisi pour parler des participants, « poule » pour les participantes et ainsi de suite. Lorsqu’elle rappelle Shuttlesworth le mercredi matin pour lui dire « Les poulets sont dans la boîte », il comprend que les Freedom Riders sont en route.
Le 20 mai 1961 lorsque tous les autres manifestants ont quitté le terminal d'autobus, cinq participantes appellent Shuttlesworth, qui donne ensuite leur position à Nash. D'autres l’appellent directement pour l'informer de la situation chaotique qui vient de se dérouler. Ayant peur que tous les participants puissent être arrêtés, elle leur conseille de rester loin de la police, mais c'est sans compter sur Wilbur et Hermann, qui ont appelé la police après s'être enfuis du terminal, compromettant ainsi tout le monde.

## Le projet en Alabama et le mouvement pour le droit de vote à Selma
Choquée à la suite d'un attentat dans l'Église de Birmingham en septembre 1963, qui tue quatre jeunes filles, Diane Nash et James Bevel s'engagent à créer une armée non-violente en Alabama. Leur but est d'obtenir le vote pour tous les citoyens noirs adultes en Alabama : une proposition radicale à l'époque. Après l'enterrement des jeunes filles, elle confronte les membres du Southern Christian Leadership Conference, (SCLC) avec sa proposition. On la lui refuse, mais elle continue de défendre ce projet « révolutionnaire » et non-violent.
Son projet culmine finalement avec les Marches de Selma à Montgomerry, une série de marches pour obtenir le droit de vote en Alabama au début des années soixante, imaginée et organisée par James Bevel, qui était chargé du Selma Voting Rights Movement, (en français « mouvement pour le droit de vote à Selma). Les manifestants essayent à plusieurs reprises de traverser le Pont Edmund Pettus, mais sont attaqués par les policiers armés de matraque et de gaz lacrymogène. John Lewis, qui s'était agenouillé pour prier, se retrouve avec le crâne fracturé. Les images sont diffusées à la télévision et choquent la nation. Peu après, le Président Lyndon Jonhson annonce publiquement que c'est « un tort, un très grand tort de vous refuser à vous citoyens américains, le droit de vote dans ce pays ». Ce projet s'achève par le Voting Rights Act de 1965, qui garantit le droit de vote à tous les citoyens indépendamment de leur origine.
Le Président John Kennedy la nomme à la tête d'un comité national en vue d'adopter le Civil Rights Act de 1964.
En 1965, Diane Nash, ainsi que James Bevel reçoivent la plus haute récompense décernée par le SCLC, le Rosa Parks Awards, pour le leadership dont ils ont fait preuve en créant et organisant leur projet en Alabama et le mouvement pour les droits de vote de Selma.

## Reconnaissance tardive
Diane Nash a obtenu une reconnaissance tardive pour son rôle dans la lutte pour les droits civiques. Elle apparaît dans Eyes on the Prize, récompensé par l'Oscar de meilleur documentaire en 1988, ainsi que dans le documentaire de la série American Experience diffusé en 2011 sur la chaine PBS et consacré aux Freedom Rides. Elle est aussi présente dans le livre de David Halberstam, The Children et dans la biographie Diane Nash: The Fire of the Civil Rights Movement de Lisa Mullins.
Elle reçoit par la suite de nombreuses récompenses : le Distinguished American Award decerné par le John F. Kennedy Presidential Library and Museum en 2003, le LBJ Award for Leadership in Civil Rights du Lyndon Baines Johnson Library and Museum en 2004 et le Freedom Award du National Civil Rights Museum.
En 2022, elle reçoit la plus haute distinction civile américaine, la Médaille présidentielle de la Liberté des mains de Joe Biden.

## Influences dans la culture populaire
- Dans le film Selma (2014) qui retrace les Marches de Selma à Montgomerry, Diane Nash est interprétée par Tessa Thompson.
- Elle apparaît aussi dans l'épisode Freedom Ride or Die de la saison 4 de la série d'animation The Boondocks.